# Callejones, Jalisco
Callejones är en ort i Mexiko.   Den ligger i kommunen Tamazula de Gordiano och delstaten Jalisco, i den södra delen av landet, 400 km väster om huvudstaden Mexico City. Callejones ligger 1 126 meter över havet och antalet invånare är 728.
Terrängen runt Callejones är kuperad. Runt Callejones är det ganska glesbefolkat, med 27 invånare per kvadratkilometer. Närmaste större samhälle är Tamazula de Gordiano, 1,8 km nordost om Callejones. I omgivningarna runt Callejones växer huvudsakligen savannskog.